# Marmousets
Marmousets (também referido como les petites gens) é um apelido, registrado pela primeira vez nas crônicas de Jean Froissart, para um grupo de conselheiros de Carlos VI de França. Embora não fossem nem chefes nem funcionários públicos, eram simplesmente pessoas muito próximos do rei. Graças a esta posição, foram capazes de acessar as mais altas funções do Estado. Estes homens eram dotados de uma outra qualidade, a solidariedade entre eles. Escolhidos por Carlos VI, em 1388, prometeram permanecer unidos e amigos.
Seu nome, essencialmente o mesmo que marmoset (em francês algo como sagui), referindo-se a macacos, também era um termo para o período da ocupação inglesa.

## História
O Cardeal de Laon propôs na corte que Carlos VI indeferisse os duques de suas funções e assumisse o controle do governo em 2 de novembro de 1388. Os marmousets juraram ficar unidos como amigos, interdependentes um com o outro. O relacionamento deles terminou em 5 de agosto de 1392, devido à queda do rei à loucura.
Bureau de la Rivière, Pierre de Villaines e Jean Le Mercier foram presos, Jean de Montaigu escapou para Avinhão, e Olivier de Clisson foi multado em 100 000 francos, despedido de seu título e banido da França. Alguns dos marmousets finalmente retornaram às suas funções em cargos menores, e enquanto eles já não eram uma facção muitas de suas ideias foram posteriormente postas em prática pelo rei da França, que se tornou o herdeiro natural de suas políticas.

## Conselheiros
- Bureau de La Rivière, Camareiro de Carlos V e assessor de Carlos VI;
- Jean Le Mercier, Conselheiro de Carlos V e Carlos VI;
- Jean de Montaigu, Conselheiro Real;
- Nicolas du Bosc, Bispo de Bayeux;
- Olivier de Clisson, Condestável da França;
- Pierre le Bègue de Villaines;
- Pierre Aycelin de Montaigut, Cardeal de Laon e Conselheiro Real;
- Guilherme IV de Melun, Conde de Tancarvile.